# Nicarete submaculosus
Nicarete submaculosus là một loài bọ cánh cứng trong họ Cerambycidae.